# Sorg (Schwarzenbach am Wald)
Sorg ([zɔʁk] ) ist ein Gemeindeteil der Stadt Schwarzenbach am Wald im Landkreis Hof (Oberfranken, Bayern). Sorg liegt in der Gemarkung Räumlas.

## Geografie
Das Dorf größtenteils von Wald umgeben und liegt am Westhang einer 643 m hohen Erhebung des Frankenwaldes. Im Norden fällt das Gelände zum Sorger Grund bis auf 480 m ab. Eine Gemeindeverbindungsstraße führt zur Kreisstraße HO 28 bei Poppengrund (0,6 km östlich) bzw. zur Kreisstraße HO 32 (0,8 km nördlich). Es befindet sich dort im Thiemitztal, ein Straßenaufschluss, der als Geotop ausgezeichnet ist.

## Geschichte
Gegen Ende des 18. Jahrhunderts bestand Sorg aus zehn Anwesen (6 Gütlein, 2 Halbgütlein, 2 Tropfhäuser). Die Hochgerichtsbarkeit sowie die Grundherrschaft über sämtliche Anwesen hatte das bayreuthische Verwaltungsamt Bernstein am Wald.
Von 1797 bis 1810 unterstand Sorg dem Justiz- und Kammeramt Naila. Infolge des Ersten Gemeindeedikts wurde Sorg dem 1812 gebildeten Steuerdistrikt Bernstein und der zugleich entstandenen Ruralgemeinde Räumlas zugewiesen. Am 1. April 1971 wurde Sorg nach Straßdorf eingemeindet, das am 1. Mai 1978 im Zuge der Gebietsreform in Bayern nach Schwarzenbach eingegliedert wurde.

### Einwohnerentwicklung
| Jahr      | 1861  | 1871  | 1885   | 1900   | 1925   | 1950   | 1961   | 1970   | 1987   | 2020  |
| Einwohner | 153   | 196   | 188    | 189    | 208    | 194    | 156    | 167    | 140    | 121   |
| Häuser    |       |       | 23     | 24     | 30     | 33     | 36     |        | 46     |       |
| Quelle    | [ 8 ] | [ 9 ] | [ 10 ] | [ 11 ] | [ 12 ] | [ 13 ] | [ 14 ] | [ 15 ] | [ 16 ] | [ 1 ] |

## Religion
Sorg ist evangelisch-lutherisch geprägt und war ursprünglich nach St. Michael (Bernstein am Wald) gepfarrt, seit 1818 ist die Pfarrei Schwarzenbach am Wald zuständig.